# Муса Манаров
Муса Хираманович Манаров е бивш летец-космонавт на СССР, полковник от запаса, Герой на Съветския съюз.

## Биография
Роден е на 22 март 1951 г. в Баку, Азербайджанска ССР. По националност е лакец. През 1974 г. завършва Московския авиационен институт, Факултета по радиоелектроника на летателните апарати.
През 1974 – 1978 г. работи като инженер в Научно-производственото обединение „Енергия“; участва в изпитанията на различни космически апарати, занимава се с въпросите по подготовката на оператори.
От 1978 до 1992 г. е в Отряда на космонавтите. Изпълнил е 2 космически полета. През 1979 – 1982 минава подготовка в състава на групата космонавти за програмата „Буран“.

## Първи полет
От 21 декември 1987 до 21 декември 1988 г. осъществява първия си космически полет като бординженер с космическия кораб „Союз ТМ-4“ и орбиталния комплекс „Мир“ (командир е Владимир Титов). Кацането става с космическия кораб „Союз ТМ-6“. С този полет е поставен световен рекорд по продължителност на космическия полет (365 денонощия и 23 часа).
За успешното осъществвяване на полета и проявено мъжество и героизъм на Манаров е присвоено званието „Герой на Съветския съюз“, връчени са му орден „Ленин“ и медал „Златна звезда“.

## Втори полет
От 2 декември 1990 г. до 26 май 1991 г. извършва втория си космически полет като бординженер на космическия кораб „Союз ТМ-11“ и орбиталния комплекс „Мир“ с продължителност 175 денонощия и 2 часа.
| Космически полети на Муса Манаров                                 | Космически полети на Муса Манаров | Космически полети на Муса Манаров | Космически полети на Муса Манаров | Космически полети на Муса Манаров    |
| №                                                                 | Дата                              | КК                                | Функции                           | Продължителност                      |
| ----------------------------------------------------------------- | --------------------------------- | --------------------------------- | --------------------------------- | ------------------------------------ |
| 1                                                                 | 21 декември 1987                  | „Союз ТМ-4“                       | Бординженер                       | 365 денонощия 22 часа 38 мин 57 сек. |
| 2                                                                 | 2 декември 1990                   | „Союз ТМ-11“                      | Бординженер                       | 175 денонощия 1 час 50 мин 41 сек.   |
| Сумарно време в космоса – 541 денонощия 0 часа 29 минути и 38 сек |                                   |                                   |                                   |                                      |

Има 7 излизания в безвъздушното пространство (3 по време на първия си полет и 4 през втория) с обща продължителност 34 часа и 32 минути.

## Други
Живее в Москва. Той е активен радиолюбител – има радиолюбителска позивна U2MIR.
От 1990 г. е космонавт-инструктор в Научно-производственото обединение „Енергия“. През 1992 - 1995 г. е генерален директор на ТОО „МКОМ“.
Занимава се и с политическа дейност. Народен депутат е през 1990—1993 г. Депутат е в Държавната дума на Руската федерация, член е на фракцията „Единна Русия“.

## Награди и звания
1. Герой на Съветския съюз (1988);
2. Орден „Ленин“ (1988);
3. Орден „Октомврийска революция“ (1991);
4. почетно звание „Летец-космонавт на СССР“ (1988);
5. Орден „Георги Димитров“ (1988, България);
6. Орден „Слънце на свободата“ (1988, Афганистан);
7. Офицерски орден на "Почетния легион (1989, Франция)
8. Орден „Стара Планина“ I степен (2003, България)
9. Международна награда „Икар-1989“
10. Почетен диплом „Награда Хармън“ (САЩ)
11. Заслужил майстор на спорта на СССР (1989)